# Néa Éfesos
Néa Éfesos är en ort i Grekland.   Den ligger i prefekturen Nomós Pierías och regionen Mellersta Makedonien, i den norra delen av landet, 270 km norr om huvudstaden Aten. Néa Éfesos ligger 20 meter över havet och antalet invånare är 2 006.
Terrängen runt Néa Éfesos är platt åt nordost, men åt sydväst är den kuperad. Närmaste större samhälle är Kateríni, 4,5 km norr om Néa Éfesos. Trakten runt Néa Éfesos består till största delen av jordbruksmark.